# Cuno Tarfusser

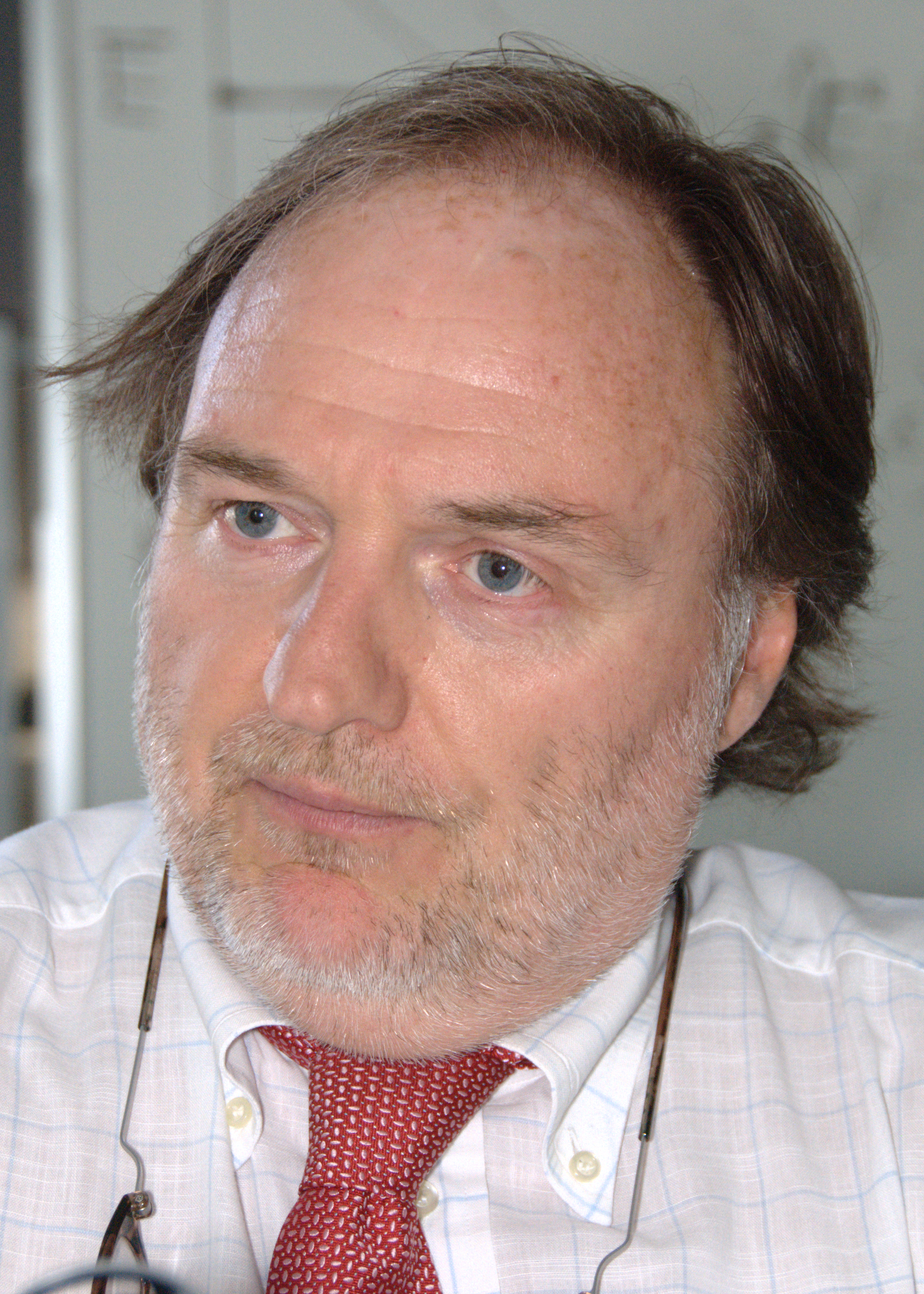
Cuno Tarfusser (2011)

Cuno Jakob Tarfusser (Merano, 11 agosto 1954) è un ex magistrato italiano, ex giudice della Corte penale internazionale dell’ L'Aia.

## Biografia

### Formazione
Nato e cresciuto a Merano, si è diplomato al liceo classico di lingua tedesca "Beda Weber" di Merano. Ha studiato giurisprudenza alcuni anni all'Università di Innsbruck laureandosi poi all'Università di Padova nel 1979. 

### Carriera
Ha lavorato per alcuni anni come avvocato a Padova. Nel 1985 è diventato sostituto procuratore a Bolzano. Nel 2001 è diventato procuratore capo. In quella veste ha diminuito i costi e aumentato l'efficienza della procura, e tagliato le spese per le intercettazioni. Ha ottenuto anche dei finanziamenti del Fondo Sociale Europeo e la sua gestione è stata presa come modello. Inoltre le sue indagini lo hanno portato ad essere definito "il magistrato abbonato a mostri, stragi e attentati". Ha indagato sul cosiddetto "mostro di Merano" (arrestando erroneamente un certo Luca Nobile, rivelatosi poi estraneo), sull'omicidio del consigliere regionale Christian Waldner, sul terrorismo altoatesino e sui gruppi neonazisti.
Clemente Mastella gli ha offerto un posto nelle liste dell'UDEUR ma lui ha rifiutato. Nel settembre 2008 Panorama ha pubblicato delle intercettazioni fra Claudio Cavazza e Alessandro Ovi in cui era coinvolto anche Romano Prodi; Tarfusser, che le riteneva "ambigue", le aveva inviate alla Procura di Roma.
Nel gennaio 2009 è stato eletto giudice della Corte penale internazionale per un mandato di nove anni su proposta del governo italiano, dove è stato assegnato alla lista A, quella dei giudici esperti nel diritto penale e nella procedura penale. Nel 2012 è stato eletto vice presidente della Corte. Il suo mandato alla CPI è terminato l'11 marzo 2018, ma è rimasto in carica fino alla fine del processo a Laurent Gbagbo, nel 2019. Dal dicembre 2019 è sostituto procuratore presso la Corte d'appello di Milano.
A partire dal 2016 ricopre la carica di presidente dell'Accademia di studi italo-tedeschi.
Nel maggio del 2024, in occasione delle elezioni europee, viene candidato da Azione nella circoscrizione nord-occidentale. In queste, ottiene 2.140 voti - risultando decimo e quindi non eletto - della lista, che comunque non supera la soglia di sbarramento del 4 %.